# الحجلة (الرضمة)

تعديل مصدري - تعديل

الحجلة محلة تابعة لقرية السوادة، التابعة لعزلة كحلان بمديرية الرضمة إحدى مديريات محافظة إب في الجمهورية اليمنية.، بلغ تعداد سكانها 34 حسب تعداد اليمن لعام 2004.